# Коннектикут
Конне́ктикут (англ. Connecticut, МФА: [kəˈnɛtɪkət] Кане́тикат) — штат США з 1788 року, колишня колонія із перших тринадцяти в Новій Англії над Атлантичним океаном, заселена колоністами-пуританами з Массачусетсу в 1635 р.
Площа: 13 тис. км²; населення: 3,3 млн мешканців. Головні міста: Гартфорд, Бриджпорт, Нью-Гейвен; високогір'я на північному заході, річка Коннектикут; штат сильно урбанізований та індустріалізований (машинобудування: вертольоти, реактивні двигуни, атомні підводні човни; виробництво зброї, електроніки; годинникарство, срібні вироби); овочівництво та садівництво, вирощування тютюну; розведення молочної худоби та свійських птахів; курорти.
Офіційна назва існує з 1959 року — Constitution State (Штат Конституції). Перша офіційна назва була Nutmeg State (Штат мускатного горіха).
На території штату розташований Єльський університет, Містичний порт (відновлене село 19 століття з кораблями). Відомі люди: Джордж Буш, Кетрін Гепберн, Чарльз Верб, Юджин О'Ніл, Воллес Стівенс, Гаррієт Бічер-Стоу, Марк Твен, Елі Вітні, Логан Вест, Ерін Бреді.

## Географія
Територія штату на півдні омивається водами протоки Лонг-Айленд, на заході він межує зі штатом Нью-Йорк, на півночі — зі штатом Массачусетс, на сході — зі штатом Род-Айленд. Найбільші міста: Бриджпорт, Гартфорд (столиця), Нью-Гейвен, Стемфорд і Вотербері. Територія поділяється на вісім регіонів, які переважно (хоч і не завжди) збігаються з вісьмома округами Коннектикуту. Загалом у штаті 169 міст і населених пунктів.
Найвища точка — гора Фрісселл на північно-західному кордоні штату (748 м над рівнем моря). Однойменна річка Коннектикут протікає через центральну частину штату з півночі на південь і впадає в протоку Лонг-Айленд.
Територія штату переважно покрита лісами. Ближче до півдня трапляються болотисті місця й піщані пляжі. Західна частина — гориста (хребти Беркшир і Таконік).
Попри свої невеликі розміри, штат має свої контрасти. Від маєтків південно-західного Золотого узбережжя до кінських ферм на північно-західних пагорбах. Від сільських селищ на півночі до індустріальних міст на півдні. Майже в усіх великих містах є «зелена зона» (парк в центрі міста), біля якої зазвичай розташовані споруди минулих століть, що приваблюють туристів.
Міста Коннектикуту сконцентровані переважно на південному заході штату. У північно-східній частині Коннектикуту місцевість більш лісова і сільськогосподарська.

## Історія
Після Війни за незалежність США Коннектикут став одним з 13 штатів, які першими увійшли до складу США. До 1875 року статус столиці Коннектикуту поперемінно переходив від Гартфорда до Нью-Гейвена. Потім він був постійно закріплений за Гартфордом.
10 травня 1933 на території штату (міста Томпсон і Петнем) була створена Всеросійська націонал-революційна трудова та робітничо-селянська партія фашистів. Для зручності зазвичай вживалося інша назва — Всеросійська фашистська організація (ВФО). Вона діяла з 1933 по 1942 рік під керівництвом Анастасія Вонсяцького. У 1942 році Вонсяцький був заарештований ФБР і засуджений судом Гартфорда, а партія була заборонена.

## Населення
Розподіл населення за расовою ознакою:
- білі — 77,6 %
  - італійського походження — 19,3 %
  - ірландського походження — 17,9 %
  - англійського походження — 10,7 %
  - німецького походження — 10,4 %
  - французького та франко-канадського походження — 9,6 %
  - польського походження — 8,6 %
- афроамериканці — 10,1 %
- індіанці — 0,3 %
- азійці — 3,8 %

Мовний склад населення (2010)  [Архівовано 1 грудня 2007 у Wayback Machine.]
| Мови          | Частка людей старше 5 років, % |
| ------------- | ------------------------------ |
| Англійська    | 79,49                          |
| Іспанська     | 10,20                          |
| Португальська | 1,17                           |
| Італійська    | 1,11                           |
| Польська      | 1,09                           |
| Французька    | 1,04                           |
| Китайська     | 0,59                           |
| Креольська    | 0,35                           |
| Російська     | 0,34                           |
| Німецька      | 0,33                           |
| інші          | 4,29                           |

## Адміністративно-територіальний устрій

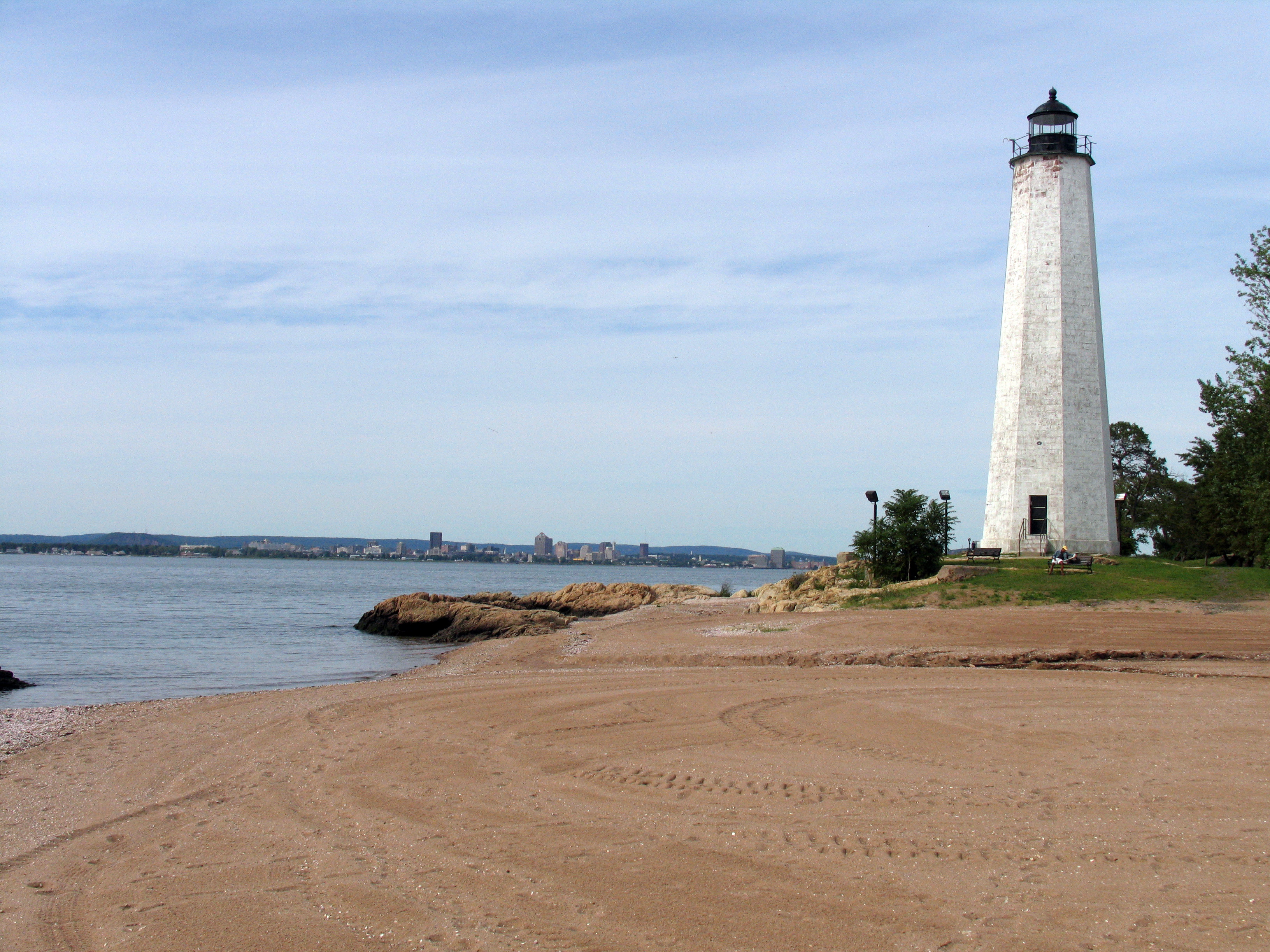
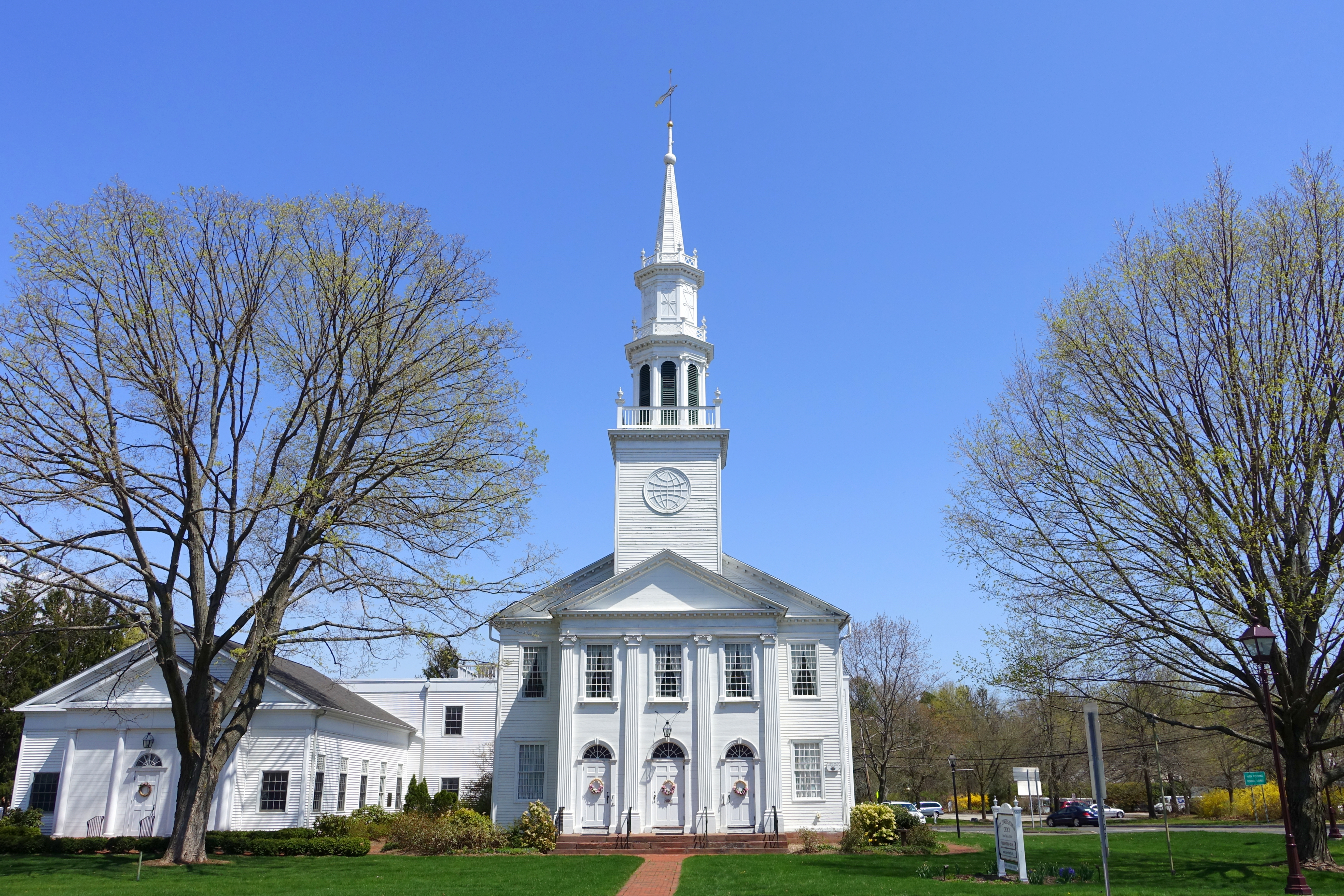
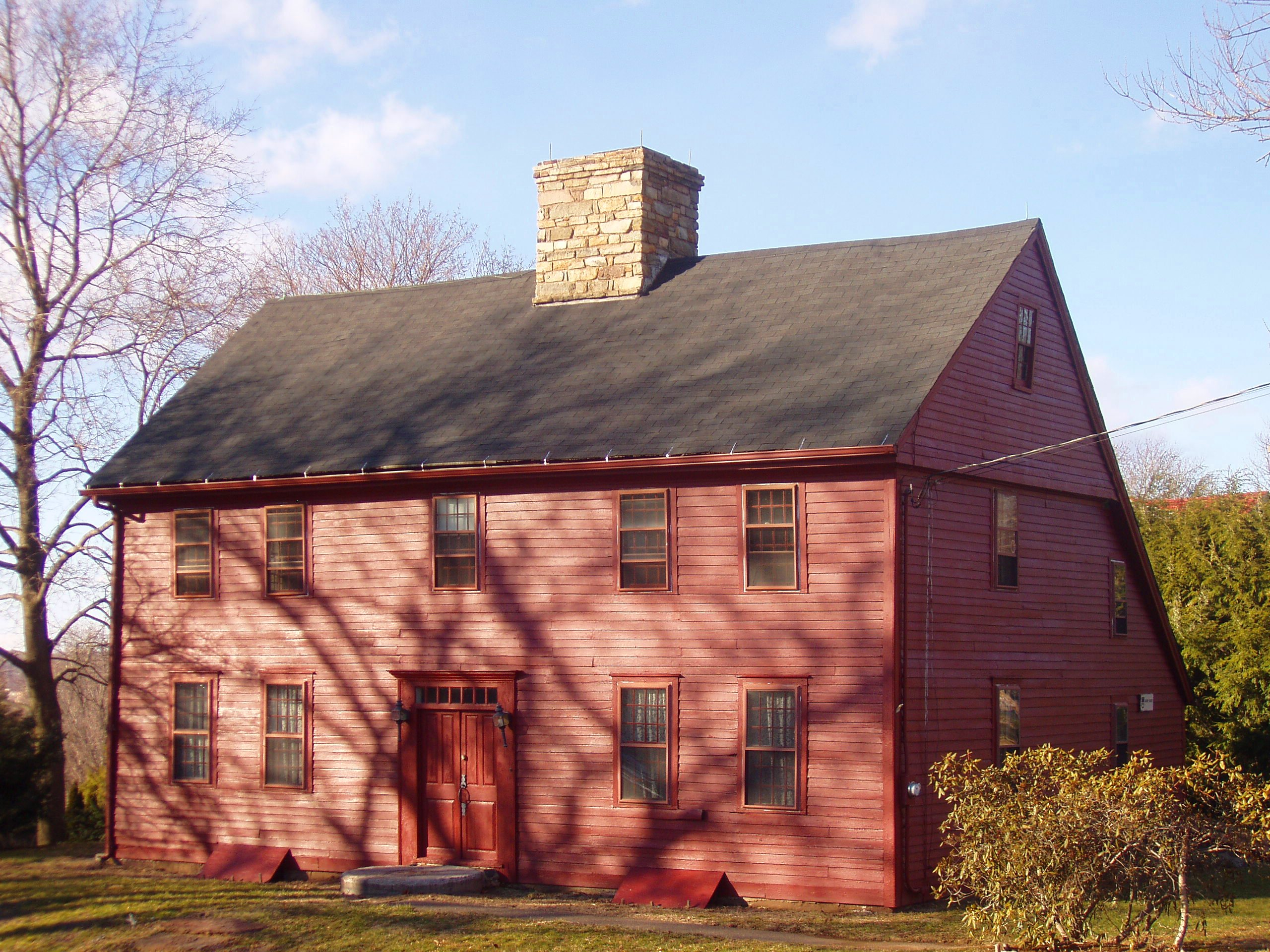
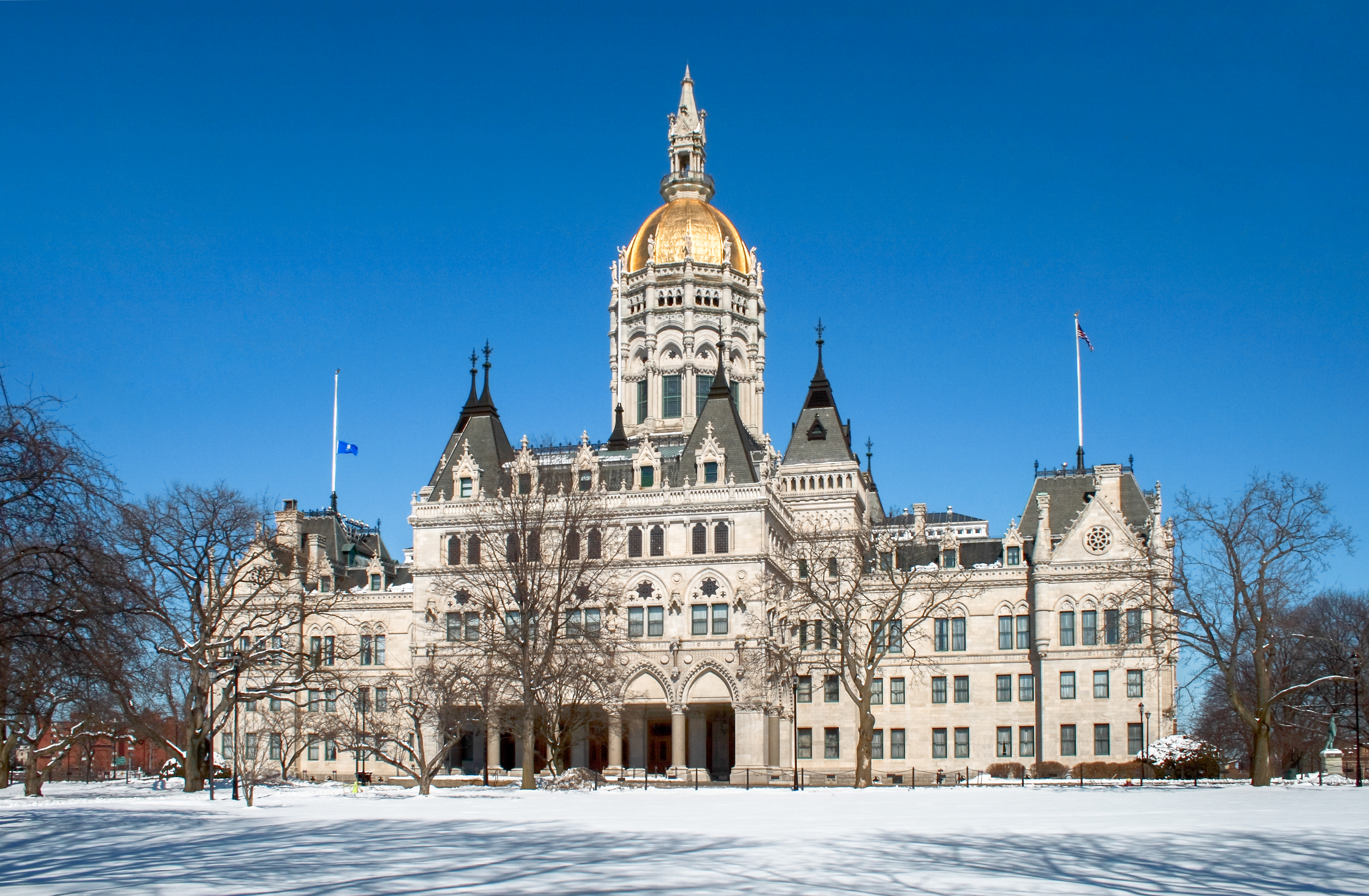
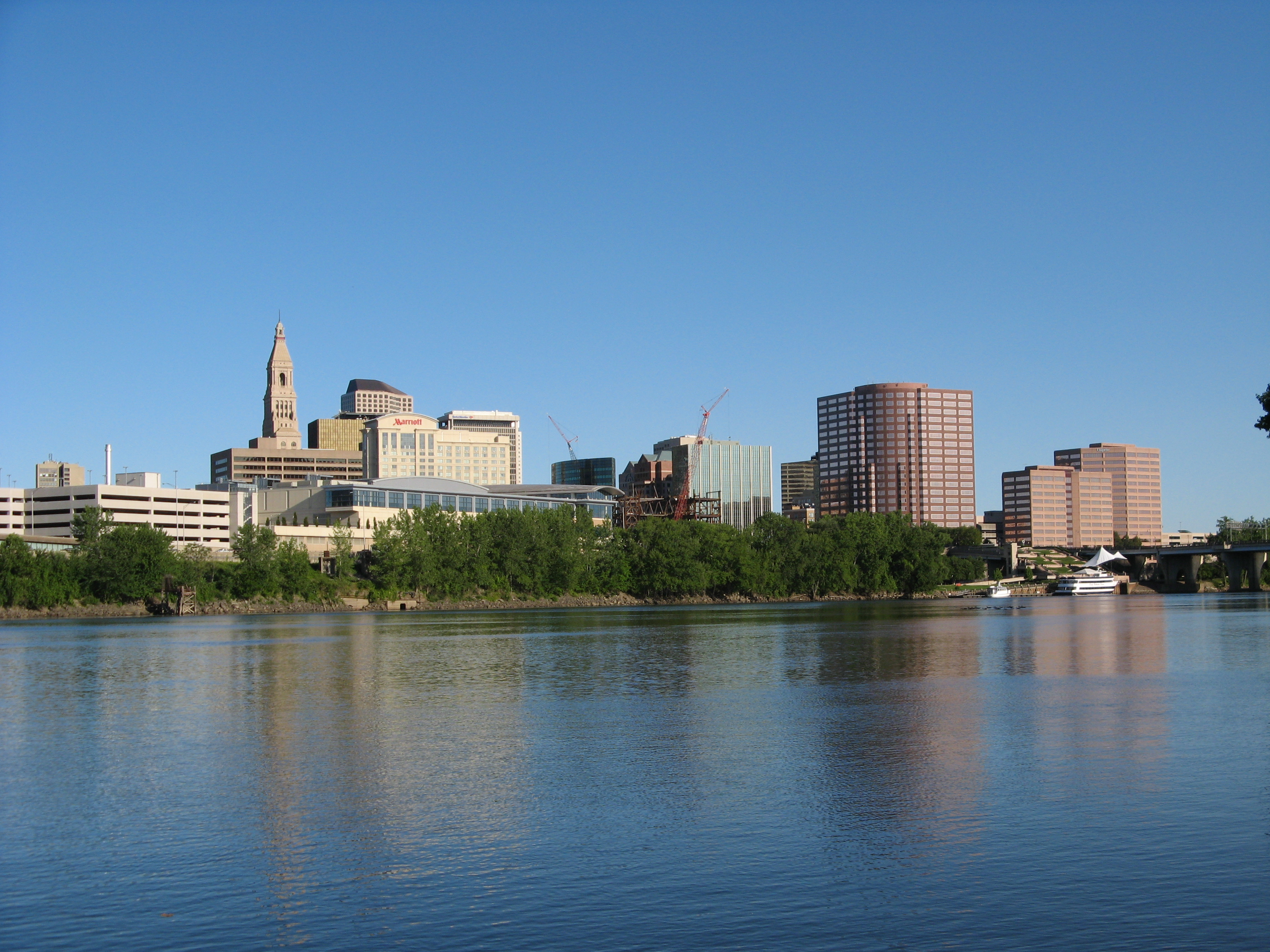
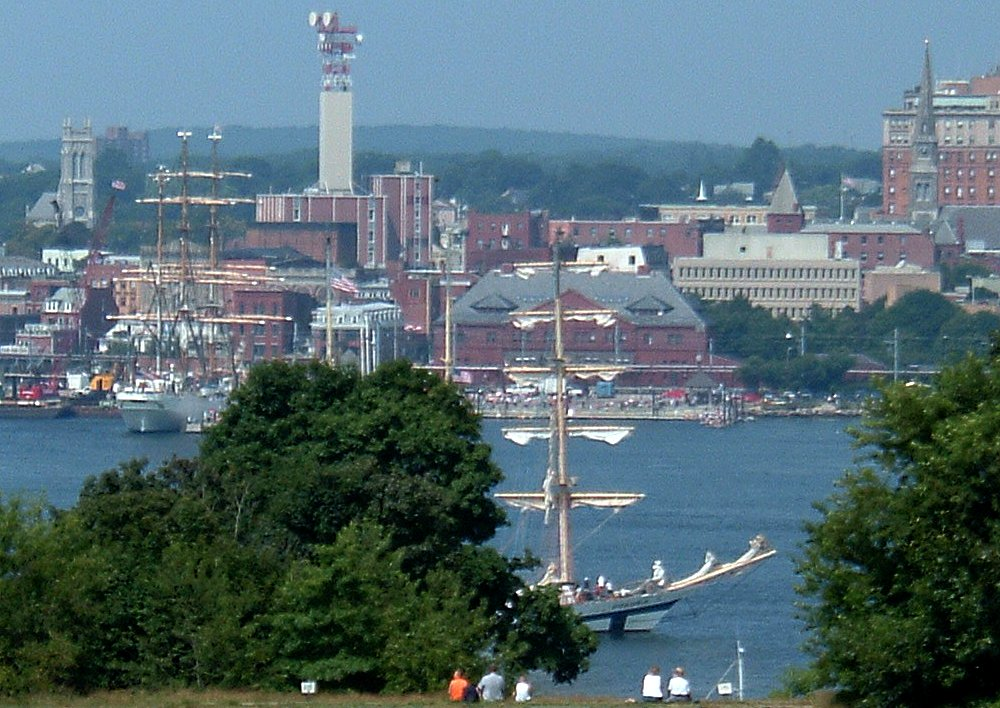
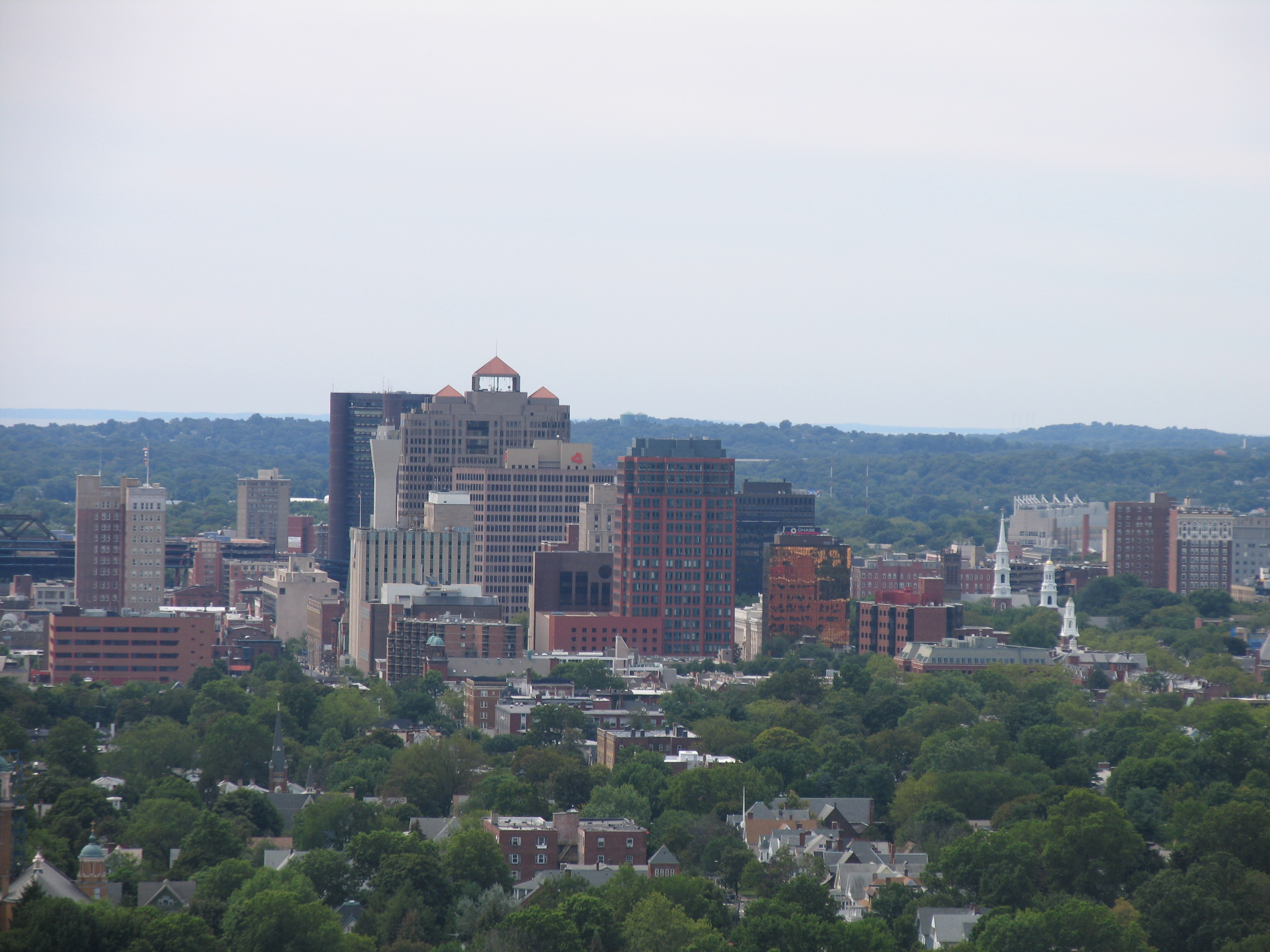
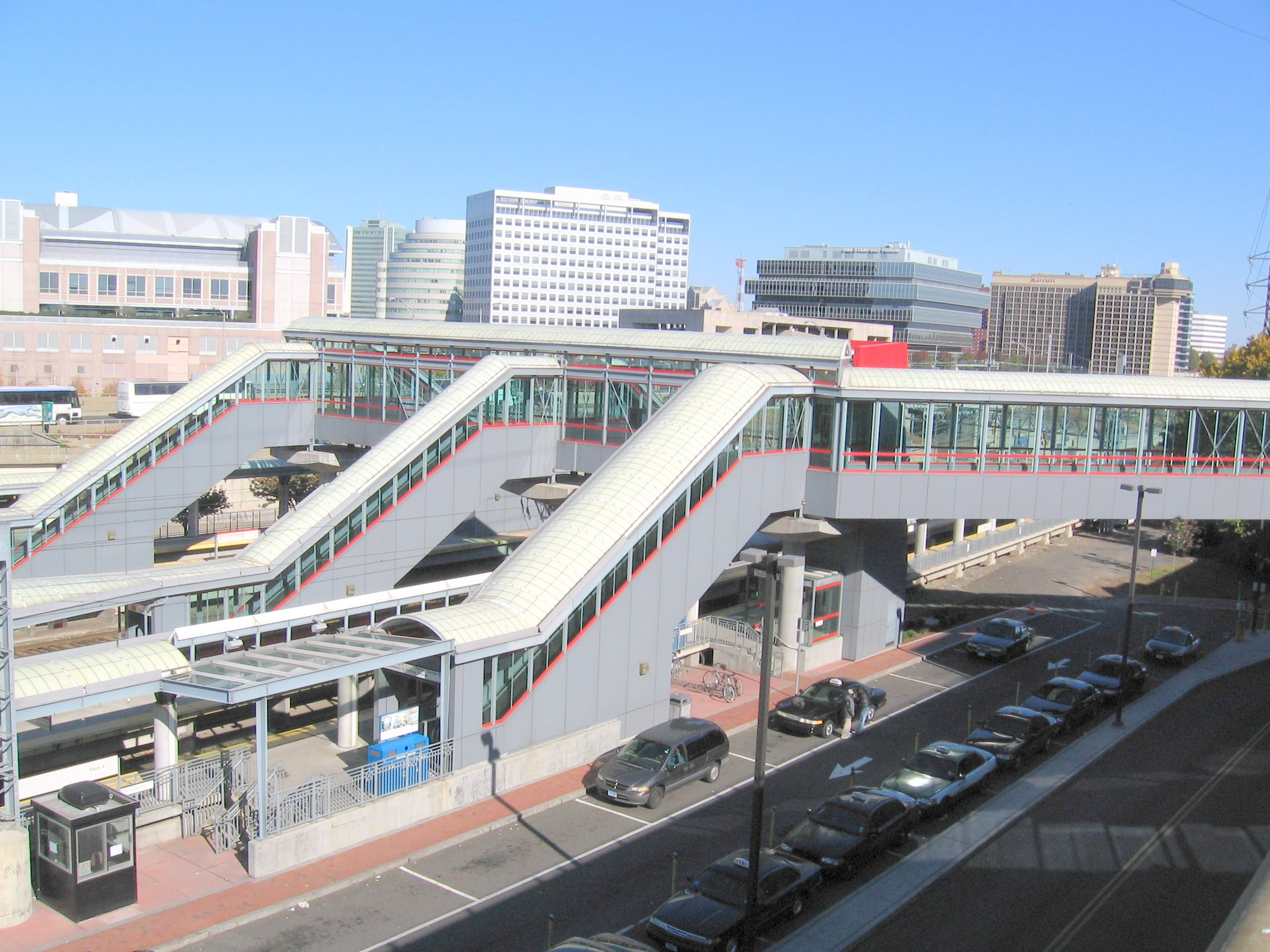
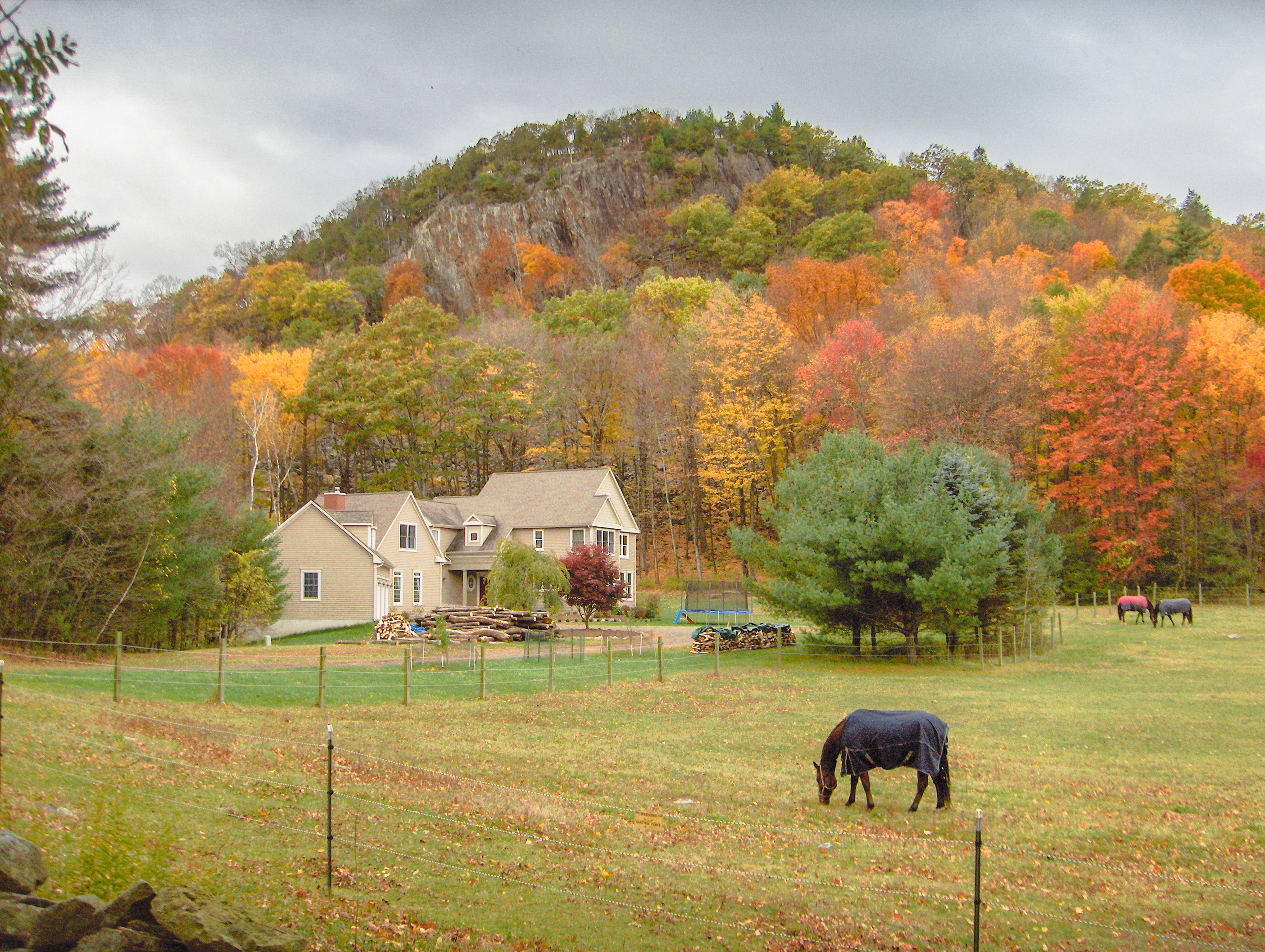
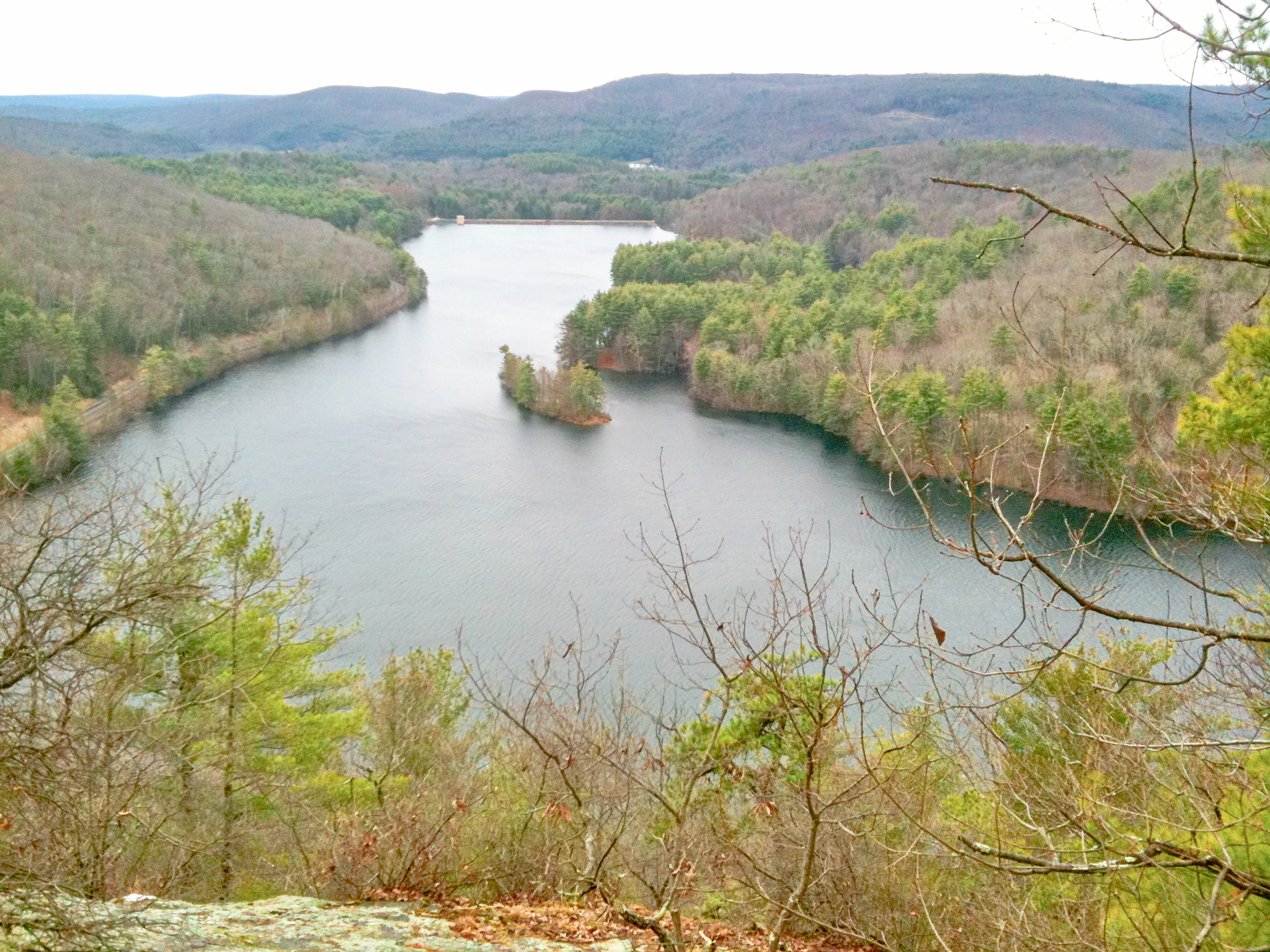

Курсивом позначено містечка.
| Місто         | Населення, осіб | Рік  |
| ------------- | --------------- | ---- |
| Бриджпорт     | 144229          | 2010 |
| Нью-Гейвен    | 129779          | 2010 |
| Гартфорд      | 124512          | 2006 |
| Стемфорд      | 122643          | 2010 |
| Вотербері     | 110366          | 2010 |
| Норволк       | 85603           | 2010 |
| Данбері       | 79743           | 2009 |
| Вест-Гартфорд | 63268           | 2010 |
| Гринвіч       | 62368           | 2009 |
| Бристоль      | 61353           | 2005 |
| Меріден       | 59653           | 2005 |
| Ферфілд       | 59404           | 2010 |
| Манчестер     | 58241           | 2010 |
| Гамден        | 58180           | 2005 |
| Мілфорд       | 52759           | 2005 |
| Вест-Гейвен   | 52721           | 2006 |
| Іст-Гартфорд  | 51252           | 2010 |